# 弗雷讷
弗雷讷（法語：Fresnes，法語發音：[fʁɛn] ⓘ）是法国马恩河谷省的一个市镇，位于该省西部，属于拉伊莱罗斯区。

## 地理
弗雷讷（48°45'32"N, 2°19'25"E）面积3.56 平方千米，位于法国法蘭西島大區马恩河谷省，该省份为法国北部内陆省份，毗邻巴黎。
与弗雷讷接壤的市镇（或旧市镇、城区）包括：安东尼、拉伊萊羅斯、维苏、舍维伊拉吕、兰日斯。

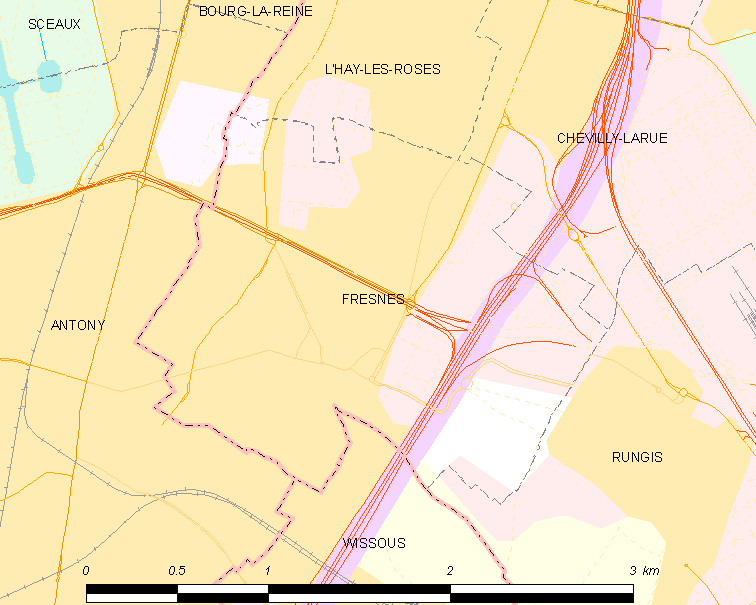
弗雷讷的OSM定位图

弗雷讷的时区为UTC+01:00、UTC+02:00（夏令时）。

## 行政
弗雷讷的邮政编码为94260，INSEE市镇编码为94034。

## 政治
弗雷讷所属的省级选区为拉伊莱罗斯县。

## 人口

1962-2008年间弗雷讷人口变化图示

弗雷讷于2022年1月1日时的人口数量为29298人。